# Suzanne Brocard
Pour les articles homonymes, voir Brocard.
Suzanne Brocard est une actrice française née le 5 mars 1798 (15 ventôse an VI) à Chaumont (Haute-Marne) et morte le 14 mars 1855 à Chaumes-en-Brie (Seine-et-Marne).

## Biographie
Suzanne Brocard naît le 15 ventôse an VI (le 5 mars 1798) à Chaumont, au domicile de ses parents sis Voie Beugnot. Elle est la fille de François Brocard, inspecteur des vivres de l'armée du Rhin, et de son épouse, Marie-Joseph Hutois.
À l'issue d'une formation dramatique au Conservatoire, où elle reçoit l'enseignement de Fleury, elle obtient un deuxième accessit de comédie en 1810. Mlle Brocard débute très jeune sa carrière de comédienne, le 20 octobre 1812 sur les planches du Théâtre de l'Impératrice, en incarnant Angélique dans L’Épreuve de Marivaux et Rosine dans La Tapisserie d'Alexandre Duval.
Le 15 juillet 1817, elle apparaît sur la scène de la Comédie-Française dans deux comédies de Molière, en jouant le rôle d'Henriette dans Les Femmes savantes et celui d'Isabelle dans L’École des maris. Le 31 octobre suivant, elle est engagée au Théâtre-Français. Elle le quitte trois ans plus tard pour le théâtre de Rouen.
Revenue à Paris en 1820, elle est admise au théâtre de l'Odéon le 6 avril de la même année. Pendant ses deux années à l'Odéon, Suzanne Brocard fait une grande impression sur le public dans Le Présent du Prince (15 mai 1821) en incarnant Irma, puis dans Le Paria de Casimir Delavigne (1er décembre 1821) où elle crée le rôle de la prêtresse Néala en étant revêtue d'une robe diaphane.
Elle effectue son retour à la Comédie-Française le 10 avril 1822, et se spécialise dans les emplois d'ingénues, qu'elle incarne en alternance avec ses consœurs Mlle Anaïs et Alexandrine Noblet. Suzanne Brocard accède au rang de 243e sociétaire le 1er avril 1828.
Son second mari est le dramaturge Alexandre Lemercher de Longpré, qui la fait jouer dans ses comédies.

## Théâtre

### Carrière à la Comédie-Française
Entrée en 1817
Nommée 243e sociétaire en 1828
Départ en 1839
- 1817 : Tartuffe de Molière : Mariane
- 1822 : Britannicus de Jean Racine : Junie
- 1822 : Le Barbier de Séville de Beaumarchais : Rosine
- 1822 : Phèdre de Jean Racine : Ismène
- 1822 : Iphigénie de Jean Racine : Iphigénie
- 1822 : Les Quatre âges de Pierre-François Camus de Merville : Julie
- 1822 : L'Amour et l'ambition de François-Louis Riboutté : Sara
- 1822 : Le Misanthrope de Molière : Eliante
- 1823 : Fielding d'Édouard Mennechet : Sophie
- 1823 : Iphigénie de Jean Racine : Egine
- 1823 : L'Éducation ou les Deux cousines de Casimir Bonjour : Claire
- 1823 : Athalie de Jean Racine : Zacharie
- 1823 : Esther de Jean Racine : Zarès
- 1823 : La Route de Bordeaux de Marc-Antoine Désaugiers, Michel-Joseph Gentil de Chavagnac et Gersain : Clarisse
- 1824 : La Tapisserie d'Alexandre Duval : Rosine
- 1824 : Richard III et Jeanne Shore de Népomucène Lemercier : Alicia
- 1824 : Le Méchant malgré lui de Théophile Dumersan : Henriette
- 1824 : La Mère coupable de Beaumarchais : Florestine
- 1824 : Eudore et Cymodocée de Gary : Cymodocée
- 1824 : La Saint-Louis à Sainte-Pélagie de Jean-Baptiste-Pierre Lafitte : Eugénie
- 1824 : Une journée de Charles V de Nicolas-Paul Duport : Adelphine
- 1824 : Phèdre de Jean Racine : Aricie
- 1825 : Guerre ouverte ou Ruse contre ruse de Dumaniant : Lucile
- 1825 : Le Cid d'Andalousie de Pierre-Antoine Lebrun : Bérangère
- 1825 : L'Héritage d'Édouard Mennechet : Elvire
- 1825 : Athalie de Jean Racine : Salomith
- 1825 : Le Château et la ferme d'Emmanuel Théaulon, Nicolas Gersin et Paul Duport : Eugénie
- 1825 : Lord Davenant de Jean-Baptiste Vial, Justin Gensoul et Jean-Baptiste Milcant : Cecilia Dormer
- 1825 : Les Plaideurs de Jean Racine : Isabelle
- 1825 : Le Béarnais de Ramond de la Croisette, Fulgence de Bury et Paul Ledoux : Maria
- 1825 : La Fantasque d'Onésime Leroy : Adeline
- 1825 : La Princesse des Ursins d'Alexandre Duval : Éléonore
- 1826 : Fiesque de Jacques-François Ancelot : Léonor
- 1826 : La Petite maison de Mélesville : Édith
- 1826 : Le Portrait d'un ami d'Ernest Musnier Desclozeaux : Sophie
- 1826 : Le Spéculateur de François-Louis Riboutté : Jenny
- 1826 : Une aventure de Charles V de Jean-Baptiste-Pierre Lafitte : Julienne
- 1826 : Le Jeune mari d'Édouard-Joseph-Ennemond Mazères : Clara
- 1827 : Louis XI à Péronne de Jean-Marie Mély-Janin : Isabelle
- 1827 : Julien dans les Gaules d'Étienne de Jouy : Théora
- 1827 : Virginie d'Alexandre Guiraud : Virginie
- 1827 : Le Premier venu ou Six lieues de chemin de Jean-Baptiste Vial : Furet
- 1827 : Les Trois quartiers de Louis-Benoît Picard et Édouard-Joseph-Ennemond Mazères : Jenny
- 1827 : L'Ami de tout le monde d'Alexandrine-Sophie de Bawr : Mme Durosnais
- 1827 : Blanche d'Aquitaine de Hippolyte Bis : Isabelle
- 1828 : Le Mariage de Figaro de Beaumarchais : Fanchette
- 1828 : Jamais à propos de Louis-Benoît Picard et Adolphe Simonis Empis : Cécile
- 1828 : L'École de la jeunesse ou le Sage de vingt ans de Victor Draparnaud : Amélie
- 1828 : Olga ou l'Orpheline moscovite de Jacques-François Ancelot : Olga
- 1828 : Les Intrigues de cour d'Étienne de Jouy : Diane
- 1828 : L'Espion de Jacques-François Ancelot et Édouard-Joseph-Ennemond Mazères d'après James Fenimore Cooper : Sara
- 1829 : Andromaque de Jean Racine : Andromaque
- 1829 : Christine de Suède de Louis Brault : Ebba
- 1829 : Le Mariage de Figaro de Beaumarchais : Suzanne
- 1829 : Le Menuisier de Livonie ou les Illustres voyageurs d'Alexandre Duval : Mme Daranville
- 1829 : Le Czar Démétrius de Léon Halévy : Euphrasie
- 1829 : Le Majorat de Hippolyte Courneul : Amélie
- 1829 : Élisabeth d'Angleterre de Jacques-François Ancelot : la duchesse de Nottingham
- 1830 : Le Collatéral ou la Diligence de Joigny de Louis-Benoît Picard : Constance
- 1830 : Un an ou le Mariage d'amour de Jacques-François Ancelot : Louise
- 1830 : Les Deux Anglais de Pierre-François Camus de Merville : Betty
- 1830 : Trois jours d'un grand peuple de Jean-Henri-Michel Nouguier : Louise
- 1830 : Corinne de Henri Monnier de La Sizeranne : Lucile
- 1830 : 1760 ou Une matinée de grand seigneur d'Alexandre de Longpré : Julie
- 1830 : Don Carlos de Talabot : Rachel
- 1831 : Charlotte Corday de Hippolyte-François Regnier-Destourbet : Charlotte Corday
- 1831 : Naissance, fortune et mérite de Casimir Bonjour : Mme Verteuil
- 1831 : Les Rendez-vous d'Alexandre de Longpré : la présidente
- 1831 : La Crainte de l'opinion d'Émile Barrault : Amélie
- 1831 : Dominique ou le Possédé de Jean-Baptiste-Rose-Bonaventure Violet d'Épagny et Jean-Henri Dupin : Blanche
- 1831 : Les Préventions de Jean-Baptiste-Rose-Bonaventure Violet d'Épagny et Jean-Henri Dupin : Amanda
- 1831 : La Reine d'Espagne de Henri de Latouche : Marie-Louise d'Orléans
- 1832 : Le Prince et la grisette d'Auguste Creuzé de Lesser : Estelle
- 1832 : Une fête de Néron d'Alexandre Soumet et Louis Belmontet : Poppée
- 1833 : Guido Reni ou les Artistes d'Antony Béraud : Béatrix
- 1833 : Le Marquis de Rieux de Jean-Baptiste-Rose-Bonaventure Violet d'Épagny et Henri Dupin : la marquise de Rieux
- 1833 : L'Alibi d'Alexandre de Longpré : Mme de La Popelinière
- 1833 : Le Mari de ma femme de Joseph-Bernard Rosier : Sophie
- 1833 : Iphigénie de Jean Racine : Eriphile
- 1833 : Bertrand et Raton ou l'Art de conspirer d'Eugène Scribe : Marie-Julie
- 1834 : Dernières scènes de la Fronde de Julien de Mallian : Mme de Longueville
- 1834 : Charles IX de Joseph-Bernard Rosier : Anna
- 1835 : Richelieu ou la Journée des dupes de Népomucène Lemercier : Anne d’Autriche
- 1835 : Le Voyage à Dieppe d'Alexis-Jacques-Marie Vafflard et Fulgence de Bury : Mme Lambert
- 1835 : Un moment d'imprudence d'Alexis-Jacques-Marie Vafflard et Fulgence de Bury : Mme Saint-Ange
- 1835 : George Dandin de Molière : Angélique
- 1836 : La Comtesse d'Escarbagnas de Molière : Julie
- 1838 : Une Saint-Hubert d'Alexandre de Longpré : la comtesse
- 1838 : Athalie de Jean Racine : Josabet

### Carrière au Théâtre de l'Odéon
- 1821 : Le Présent du Prince, ou l'Autre fille d'honneur d'Hyacinthe Decomberousse et Baudouin d'Aubigny : Irma
- 1821 : Le Paria de Casimir Delavigne : Néala